# Đá Công Đo
Đá Công Đo (tiếng Anh: Commodore Reef; tiếng Filipino: Rizal; tiếng Mã Lai: Terumbu Laksamana; tiếng Trung: 司令礁; bính âm: Sīlìng jiāo, Hán-Việt: Tư lệnh tiêu) là một rạn san hô vòng thuộc cụm An Bang (cụm Thám Hiểm) của quần đảo Trường Sa. Đá này nằm cách đá Tiên Nữ 41,3 hải lý (76,5 km) về phía đông nam.
Đá Công Đo là đối tượng tranh chấp giữa Việt Nam, Đài Loan, Malaysia, Philippines và Trung Quốc. Đá này hiện do Philippines kiểm soát, chiếm vào ngày 26 tháng 7 năm 1980.

## Đặc điểm
Đá Công Đo có chiều dài khoảng 7 hải lý (13 km). Một bãi cát cao 0,5 m chia vụng biển làm hai phần không đều nhau. Hầu như toàn bộ đá Công Đo chìm dưới nước khi thủy triều lên, trừ cồn cát vừa đề cập và một hòn đá cao 0,3 m ở đầu phía đông của đá.

## Tranh chấp
Năm 1979, Malaysia xuất bản bản đồ thể hiện thềm lục địa của mình, trong đó có vẽ đá Công Đo.
Hải quân Philippines đổ bộ lên đá Công Đo vào tháng 8 năm 1980 nhằm phá bỏ một mốc chủ quyền do Malaysia dựng lên vài tháng trước đó, nhưng không họ họ có rời đi sau sự kiện này hay không.
Tháng 4 năm 1988, Malaysia bắt giữ một số ngư dân Philippines ở khu vực này nhưng sau đó lại thả ra để thể hiện thiện chí.
Đêm ngày 9 tháng 9 năm 2022, một nhóm ngư dân Việt Nam khi khai thác hải sản tại hải vực ở tọa độ 08°22' vĩ Bắc - 115°17' kinh Đông quanh đá Công Đo đã bị một ca nô có vũ trang, chưa rõ quốc tịch, tịch thu ngư cụ, đồng thời một ngư dân nước này đã bị bắn vào chân khi người này lái một ca nô khác để bỏ trốn.